# Честер Беннінгтон
Че́стер Ча́рльз Бе́ннінгтон (англ. Chester Charles Bennington; 20 березня 1976, Фінікс — 20 липня 2017, Палос-Вердес Естейтс) — американський музикант, найбільш відомий як вокаліст рок-гурту Linkin Park.

## Біографія

### Дитинство і юність
Беннінгтон народився і виріс у Фініксі, штат Аризона. Його батько — детектив місцевої поліції, мати — медсестра. Спочатку він навчався в місцевій «Greenway High School», але через деякий час переїхав до Вашингтону, де 1994 року закінчив «Washington High School». У Честера було важке дитинство: сексуальні домагання зі сторони друга батьків, їхнє розлучення у 1987, після чого в 11 років він почав курити «травку», вживати наркотики і алкоголь. Після розлучення мама забрала його старшого брата Браяна і одну із сестер з собою. Честер залишився з батьком, який не звертав на нього особливої уваги, і сестрою, якої він майже не бачив вдома.
До 16 років він перепробував усі можливі види алкоголю і наркотиків. У 17 років Чес переїхав до мами, яка була настільки шокована його виглядом виснаженого наркомана, що заборонила синові виходити з дому. У нього продовжувалися «ломки», Честер продовжував пити. Незабаром, як сам визнавав, він перетворився в «абсолютно хронічного алкоголіка». У наступні роки алкоголізм все ще нагадуватиме про себе.

### Початок кар'єри
Захоплення музикою врятувало Чеса від неминучої деградації. Він малював і писав вірші, а в 16 років заснував ґранджовий гурт Grey Daze. Чес був фанатом Depeche Mode, Stone Temple Pilots, Nirvana, що відбилося на його подальшій творчості.
У цей час до Grey Daze приходить відносна популярність: вони виступають у всіх міських клубах, їх альбом …No Sun Today непогано продається. Але брак зацікавленості в майбутньому колективу доводив до непорозумінь і сварок, зростаюче взаємне нерозуміння неминуче вело до розпаду групи. У результаті Честер пішов з групи.
Аби заробити собі на життя, Честер влаштувався офіціантом у Burger King. На роботу він їздив на скейті та спав на дірявому матраці. В цей же час він знайомиться зі своєю майбутньою дружиною Самантою. До 22 років Честер Беннінгтон став одруженим співробітником фірми з обслуговування цифрового устаткування з багатообіцяючими перспективами в будь-яких областях, окрім музики.

### У Linkin Park
На 23-й день народження Честер отримав демо-записи невідомого гурту Xero, які у свою чергу знайшли Чеса через спільних знайомих, їм був потрібний вокаліст. І Беннінгтон, залишивши все, що творилося у нього на святі, пішов у студію і наклав свій вокал на музику, аналогів якої він ще ніколи до цього не чув. Записавшись, наступного дня він подзвонив Майку Шиноді, творцеві Xero, і дав послухати те, що вийшло, йому телефоном. У наступну секунду Майк Шинода, не роздумуючи, сказав: «Коли ти зможеш приїхати до Лос-Анджелеса?». Музиканти затвердили нового вокаліста у складі. Один з кандидатів на участь у групі, почувши, як співає Честер, сказав: «ці хлопці зроблять велику помилку, якщо не приймуть його у групу…».
Честер з дружиною переїхали до Лос-Анджелеса. Після зміни складу потрібно було поміняти назву групи. Варіантом стало Hybrid Theory, але виявилося, що гурт з такою назвою вже є. Тоді Беннінгтон запропонував свою: він щодня їздив до хлопців через Лінкольн Парк, і після невеликих змін ім'ям групи стало Linkin Park.

### Особисте життя
Честер вперше одружився 31 жовтня 1996 року з Самантою Мері Оліт (нині Беннінгтон). 9 квітня 2002 року в них народився первісток, якого назвали Дрейвен Себастьян. Однак 29 квітня 2005 року Саманта подала на розлучення. Сина вона забрала з собою, але дозволила Чесові бачитися з ним. Другий його шлюб — з моделлю «Playboy» Таліндою Ен Бентлі 18.09.1976) — відбувся 31 грудня 2005 року. У цьому шлюбі 16 березня 2006 року народився другий син Беннінгтона, Тайлер Лі. 9 листопада 2011 року Талінда народила Честерові дівчаток — Лілі Ґрейз і Лайла Роуз. Також у Честера є двоє синів від попередніх стосунків з Елкою Бренд: рідний Джеймі (12.05.1996) і всиновлений Ісая (09.11.1997).

### Акторська кар'єра
У фільмах «Адреналін» та «Адреналін 2: Висока напруга» Честер виконав епізодичні ролі: у першій частині зіграв наркомана, який дав головному герою стрічки епініфрин.
У 2010 році зіграв роль чоловіка-расиста Евана у фільмі Пила 7.

### Смерть
20 липня 2017 року, на 41 році життя, лідер гурту Linkin Park вчинив самогубство. Його  тіло було виявлено близько 9 ранку, в приватному будинку співака в Палос Вердес Естейтс (передмістя Лос-Анджелеса).

## Особистість і переконання
На початку своєї кар'єри з Linkin Park Честер часто страждав від проблем зі здоров'ям, зокрема від проблем із зором (переніс операцію по корекції кришталика), був кілька разів госпіталізований. Деякий час через проблеми з алкогольною залежністю, Честер їздив в окремому від всієї групи автобусі.
Честер — фанат тату і співвласник мережі тату-салонів Club Tattoo. Мав двох собак.

## Честер Беннінгтон і Україна
12 червня 2012 року у складі гурту Linkin Park Честер Беннінгон дав концерт у місті Одеса.

## Дискографія
Як вокаліст Linkin Park
| Рік  | Альбом                                                |
| ---- | ----------------------------------------------------- |
| 2000 | Hybrid Theory                                         |
| 2002 | Reanimation                                           |
| 2003 | Meteora                                               |
| 2003 | Live in Texas                                         |
| 2004 | MTV Ultimate Mash-Ups: Collision Course (feat. Jay-Z) |
| 2007 | Minutes to Midnight                                   |
| 2008 | Road To Revolution — Live At Milton Keynes            |
| 2009 | Out of Ashes                                          |
| 2010 | A Thousand Suns                                       |
| 2012 | Living Things                                         |
| 2014 | The Hunting Party                                     |
| 2017 | One More Light                                        |

Як вокаліст Dead by Sunrise
| Рік  | Альбом       |
| ---- | ------------ |
| 2005 | Out of Ashes |

## Фільмографія
| Рік  | Українська назва            | Оригінальна назва   | Роль                           |
| ---- | --------------------------- | ------------------- | ------------------------------ |
| 2006 | Адреналін                   | Crank               | Покупець в аптеці              |
| 2009 | Адреналін 2: Висока напруга | Crank: High Voltage | Хлопець в голлівудському парку |
| 2010 | Пила 3D                     | Saw 3D              | Еван                           |